# جک هوگن
جک هوگن (انگلیسی: Jack Hogan؛ زادهٔ ۲۴ نوامبر ۱۹۲۹ – درگذشتهٔ ۶ دسامبر ۲۰۲۳) یک بازیگر اهل ایالات متحده آمریکا بود.

## درگذشت
هوگن در ۶ دسامبر ۲۰۲۳، در خانهٔ خود دربین‌بریج آیلند، واشینگتن، در سن ۹۴ سالگی درگذشت. 